# Bjerkøya
Bjerkøya est une île de la commune de Asker ,  dans le comté d'Akershus en Norvège.

## Description
L'île de 0,17 km2 se trouve dans l'Oslofjord intérieur. Elle est principalement construite avec des maisons de vacances d'environ 40 propriétés.

### Réserve naturelle
A la pointe nord-est, face au fjord, se trouve la réserve naturelle de Bjerkøya, une zone de0,37 ha de roches fossilisées dites Rift d'Oslo conformément à la Loi sur la conservation de la nature,.